# Chalcophora mariana
Chalcophora mariana је инсект из реда тврдокрилаца (Coleoptera) и фамилије красаца (Buprestidae). Припада потфамилији Chrysochroinae.

## Распрострањење и станиште
Распрострањена је у највећем делу Европе, на Кавказу, у Сибиру (до Бајкалског језера) и северној Африци. На северу ареала, подручје дистрибуције се протеже до Данске, централне Шведске, јужне Норвешке и јужне Финске. Не живи на Британским острвима. У Србији је једина врста из овог рода, а може се наћи спорадично, пре свега у планиском подручју западне Србије и на Вршачким планинама. Настањује борове или смрчеве шуме. Главни фактори угрожавања Ch. mariana су сеча и крчење шума, пошумљавање монокултурама или алохтоним врстама и коришћење различитих биоцида у шумама. 

## Опис
Chalcophora mariana је дугaчка 21—33 mm. Ово је једна од најкрупних красаца у Европи. Тело је равно и сјајно. Глава је широка, са жлебом на чеоној страни. Пронотум и покрилца су са уздужним паралелним неправилним гребенима. Трбушна страна тела је тамносмеђа, са израженим бакарно-црвеним сјајем. Леђна страна је тамне боје, метално сјајна, са бакрено-сребрнкасим уздужним браздама боје. Ларва је беле боје, дуга до 70 mm, без ногу.

## Биологија и развиће
Имага могу да лете и активна од марта до августа. Током топлих сунчаних дана примећују се углавном на пањевима или срушеним стаблима бора или смрче. Женка полаже јаја у пукотине коре дрвета или пањева бора (Pinus sp.) или смрче (Picea sp.). Ларве се излегу након 2 недеље и могу да ископају тунеле у дрвету ширине до 15 mm. Ларве се најчешће развијају у мртвим или трулим стаблима, а посебно у пањевима бора. Коморе у којима се налазе лутке су величине 4 х 1,5 сm. Имага излазе из дрвета кроз излазне рупе величине 1 х 0,5 mm. Ова врста има једну генерацију на 3—6 година.

## Галерија
- одрасла јединка на кори бора
- изглед трбушне стране
- бочна страна тела